# Androline Domergue
Pour les articles homonymes, voir Domergue.
Androline Domergue est la première femme inscrite à la faculté de pharmacie de Montpellier, alors rattachée à la faculté de médecine,,,.
Le journal Le Nord l'ayant évoquée le 13 mars 1869 sous le titre « Une curiosité médicale », le ministre Victor Duruy réclame un rapport au recteur, qui demande à son tour au directeur de l’École supérieure de pharmacie, Jules Émile Planchon,« si elle est de la part des étudiants l’objet de plaisanteries malveillantes et si sa présence dans les laboratoires et dans les salles de cours est une cause de désordre ». Celui-ci rassure le recteur : « Elle se montre très assidue, très attentive, très intelligente, très convenable de tenue et ne reste jamais dans l’École sans avoir à côté d’elle son père, sa mère ou sa tante ».